# ورزشگاه متالیست
۴۹°۵۸′۵۱٫۰۹″ شمالی ۳۶°۱۵′۴۲٫۱۳″ شرقی / ۴۹٫۹۸۰۸۵۸۳°شمالی ۳۶٫۲۶۱۷۰۲۸°شرقی
ورزشگاه متالیست (به اوکراینی: Обласний спортивний комплекс «Металіст») (به انگلیسی: Metalist Stadium) ورزشگاهی است که در شهر خارکوف در کشور اوکراین قرار دارد. بخشی از مسابقات جام ملت‌های اروپا ۲۰۱۲ در این ورزشگاه برگزار شده‌است.
این ورزشگاه در ۱۹۲۵ میلادی شروع به ساخت و در ۱۲ سپتامبر ۱۹۲۶ تأسیس شده‌است و ظرفیت آن ۳۸٬۶۳۳ نفر است.